# Liumnița
Liumnița (în greacă Σκρα Skra, până în 1927 Λούμνιτσα, Lumnița, în meglenoromână L’úmniță ) este un sat în Grecia din regiunea Macedonia Centrală cu o populație de 219 locuitori (2001). 

## Geografie și localizare
Satul Liumnița este situat la 12 km sud-vest de Gevgelija, situat la o altitudine de 560 m în colinele vărsate nord-vestic ale Muntelui Paic .   Nu departe de sat curge același râu Liubnița (sau Lumnița).

## Istorie

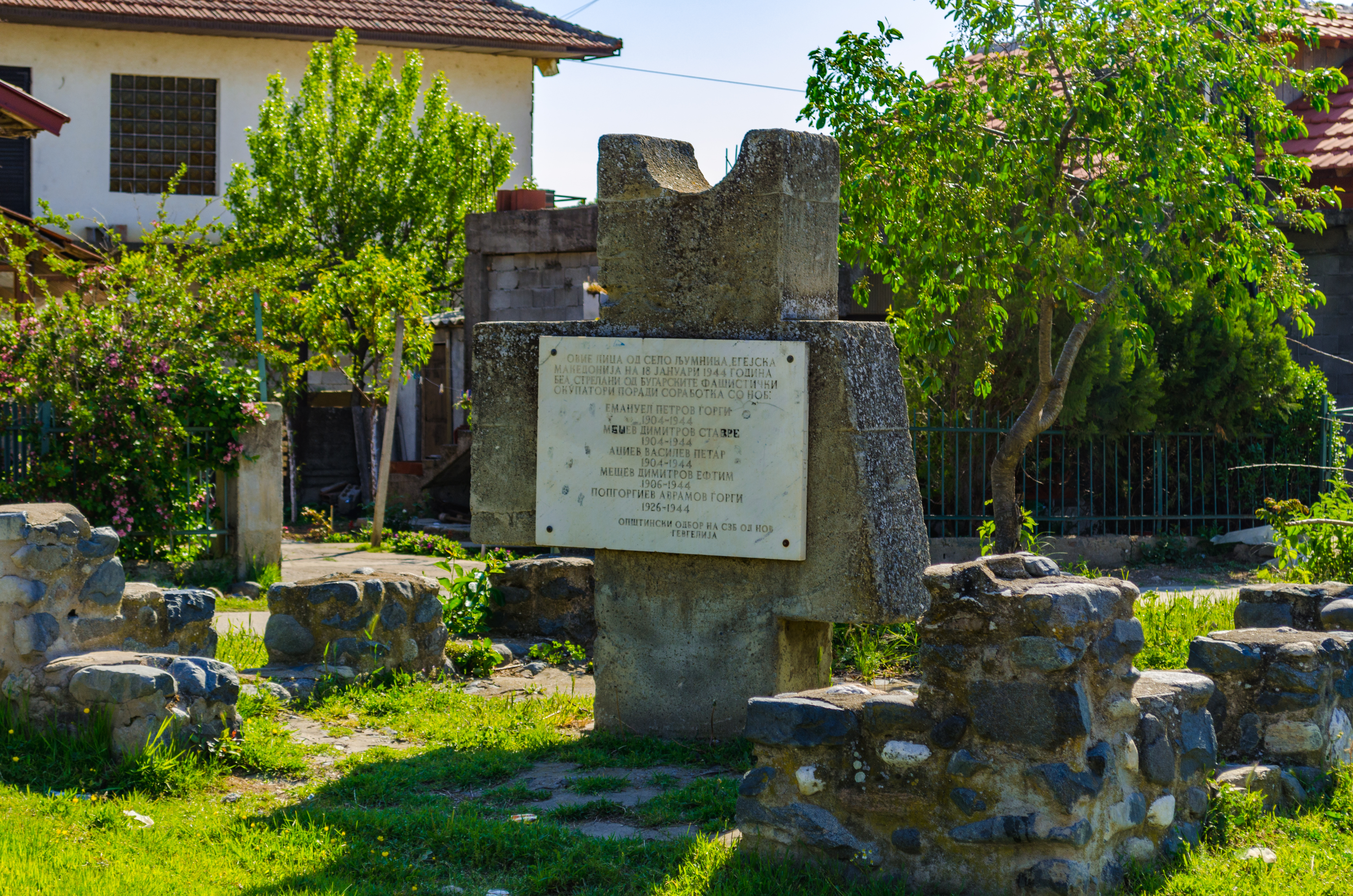
Monumentul celor cinci oameni uciși din satul Moin

De la înființarea sa până în prezent, satul Liumnița a fost locuit exclusiv de populația meglenoromânilor. Astfel, Kănciov menționează cu statisticile exarhale că sunt înregistrați 2630 de locuitori dintre care 200 case de meglenoromâni. Ca sat de frontieră, Liumnița a suferit în primul război mondial, când în 1916 autoritățile militare bulgare deportat forțat meglenoromânii, în interiorul Bulgariei, în principal în Stara și Nova Zagora. După război, doar o parte din locuitorii care au populat satul s-au întors. Sub influența propagandei românești și datorită condițiilor dificile de a trăi în 1925, 90 de familii, potrivit lui Mladenov, au emigrat în satele din Dobrogea. 
De asemenea, Liumnița a suferit mult în timpul celui de-al doilea război mondial și în timpul războiului civil grec, când, pe lângă numărul mare de victime, mai multe familii au fost forțate să părăsească satul și să se mute în actuala Macedonia de Nord, locuitorii refugiaților fiind stabiliți în Skopie și Veles . 
Ocupanții fasciști bulgari au împușcat cinci persoane  , pentru participarea lor în la Războiul de eliberare națională a Iugoslaviei, pe 18 ianuarie 1944 în satul Moin, unde astăzi a fost construit un monument în cinstea lor. 

## Economie
Pentru că este un mic sat de munte, este foarte pasiv  . Pe lângă creșterea animalelor, sătenii se ocupă și de agricultură, principalele produse fiind cartofii și grâul. Din cauza deficitului de pământ, a existat o tradiție a tinerilor care merg în interiorul țării pentru a-și câștiga mijloacele de trai. 

## Demografie
În recensământul din 1913 satul a fost înregistrat cu 1405 de locuitori, în timp ce în 1920 doar 854 de locuitori  . În urma numărului de evacuări, numărul de locuitori a scazut in 1928 la 647, iar in 1940 a urcat la 886. Din cauza suferințelor militare, numărul de locuitori in 1951 a scazut la 446, in 1961 a rămas același număr de 446, in declin in 1971 la 276, în 1981 până la 219, iar în 1991 a crescut la 246 de locuitori  . Din cauza numeroaselor emigrări, Liumnița, ca unul dintre cele mai mari sate de pe Meglen, astăzi trăiește abia cu populația sa mică. Format:Пописи-ЕМ
| Година    | 1940 | 1951 | 1961 | 1971 | 1981 | 1991 | 2001 | 2011 |
| --------- | ---- | ---- | ---- | ---- | ---- | ---- | ---- | ---- |
| Население | 886  | 446  | 446  | 276  | 219  | 246  | 219  | 187  |

Извор за 1940-1991 г.: Т. Симовски, Населените места во Егејска Македонија

## Emigrare
Sub influența propagandei românești și a condițiilor dure de trai în 1925, 90 de familii (inclusiv familiile care s-au întors mai târziu în sat) s-au mutat în Dobrogea . În timpul războiului civil grec, mai multe familii au fost nevoite să părăsească satul și să se mute în Macedonia de Nord, cu refugiații stabiliți în Skopie și Veles . Majoritatea expatriaților sunt cazați în Salonic și Boymica . 

## Instituții
În sat există o stație de jandarmi și un punct militar de frontieră. 

## Personalități
- Gono Meghin, profesor și revoluționar meglenoromân[4]
- Tanciu Giambazi (? – 1905), revoluționar aromân, membru al VMORO